# Сабо (река)
Са́бо — река на острове Сахалин.
Впадает в Залив Пильтун Охотского моря. Протекает по территории Охинского городского округа Сахалинской области России. Общая протяжённость реки составляет — 36 км. Площадь её водосборного бассейна насчитывает 587 км².

## Данные водного реестра
По данным государственного водного реестра России относится к Амурскому бассейновому округу.
Код объекта в государственном водном реестре — 20050000212118300000142.